# Liatongus hastatus
Liatongus hastatus är en skalbaggsart som beskrevs av Kral och Rejsek 1999. Liatongus hastatus ingår i släktet Liatongus och familjen bladhorningar. Inga underarter finns listade i Catalogue of Life.